# Barbours' kikker
Barbours' kikker (Barbourula busuangensis) is een kikker die behoort tot de familie Bombinatoridae en alleen voorkomt op de Filipijnse eilanden Palawan en Busuanga. De wetenschappelijke naam van de soort werd beschreven door Edward Harrison Taylor en Gladwyn Kingsley Noble in 1924.

## Uiterlijke kenmerken
De totale lichaamslengte bedraagt 7 tot 10 centimeter, de kikker heeft een stevig en gedrongen lijf. De kleur is grijsbruin met een vlekkerige tekening. De twee Barbourula-soorten (De andere soort is Barbourula kalimantanensis) behoren weliswaar tot de vuurbuikpadden, maar hebben geen felle buikkleuren. De vingers en tenen aan de dikke ledematen zijn voorzien van zwemvliezen. Een uitwendig trommelvlies ontbreekt.
Bij de meeste kikkers hebben de mannetjes een kwaakblaas en ontwikkelen zogenaamde copulatieborstels in de paartijd. Bij Barbours' kikker komen dergelijke lichaamsdelen niet voor.

## Verspreiding en habitat
Barbours' kikker komt endemisch voor op de Filipijnse eilanden Palawan en Busuanga. De kikker komt voor in schone, koude riviertjes en beekjes in oerwouden op een hoogte van zo'n 150 tot 300 meter boven zeeniveau. Overdag zijn volwassen exemplaren vaak te vinden in rotsspleten of onder grote keien, 's nachts komen ze tevoorschijn. Juveniele exemplaren bevinden zich meestal in het water.

## Algemeen
Het voedsel bestaat uit ongewervelden. Vrouwtjes ontwikkelen maar enkele eitjes die geen pigment hebben en relatief groot worden. Vermoedelijk ondergaan de larven de metamorfose al in het ei. Zeker is dit niet; de soort heeft zich in gevangenschap nog niet voortgeplant. Mijnbouw, landbouw en het verzamelen van exemplaren voor de handel in exotische dieren zijn de belangrijkste bedreigingen.